# Julio Coll
Pour les articles homonymes, voir Coll.
Julio Coll, né le 7 avril 1919 à Camprodon (Province de Gérone) et mort le 17 janvier 1993 à Madrid (Communauté de Madrid), est un réalisateur, scénariste, producteur, critique, metteur en scène et romancier espagnol.

## Biographie
Julio Coll Claramunt a étudié pour devenir expert commercial et pendant la guerre d'Espagne, il a travaillé comme infirmier dans une équipe chirurgicale sur le front de Lérida. Après la guerre, il dirigea une école de mécanique automobile jusqu'en 1941 et plus tard, avec les docteurs Ley, Sloter et López-Moreno, il fonda l'un des premiers bureaux psychotechniques (es) du pays. À partir de septembre 1942 et pendant seize ans, il est critique de théâtre permanent de l'hebdomadaire Destino de Barcelone, où il écrit également des critiques littéraires sous le pseudonyme de « Juro » et est amateur de jazz à une époque où il n'y en avait pratiquement pas en Espagne ; il écrit ses commentaires dans les revues Cine en Siete Días et Discóbolo, et publie l'essai Variaciones sobre el jazz (litt. « Variations sur le jazz », 1971).
Il entre dans le monde du cinéma en tant que scénariste pour Emisora Films d'Ignacio F. Iquino, mais il est aussi directeur artistique, auteur de pièces de théâtre (No hay botas de siete leguas et El sueño está en la noche) et romancier (Siete celdas, Las columnas de Cyborg, traduit en plusieurs langues, et Se ha perdido un hombre en el infinito, adapté au cinéma par Iquino). Il a également écrit et publié plusieurs nouvelles, dont certaines de science-fiction. En 1958, après avoir acquis son métier sous la tutelle d'Iquino, il crée sa propre société de production et une école d'acteurs avec Fernando Espona. Trois ans plus tard, il quitte Barcelone pour Madrid et commence à travailler pour Televisión Española. Il termine sa carrière comme directeur adjoint de l'Escuela Oficial de Cine (es), où il enseigne la théorie et la technique de la mise en scène et du jeu d'acteur. Gómez Tello le dépeint ainsi dans Primer Plano :

« Julio Coll est un peu superstitieux dans le choix des titres de ses histoires, qui sont pleins d'allusions aux couleurs et aux chiffres, qui, selon lui, portent chance. Julio Coll est aussi un grand amateur et constructeur de jouets. Et Julio Coll est un voyageur qui aime suivre la course des étoiles. A ma connaissance, lui seul est capable de faire un aller-retour à Palma de Majorque et d'y rester vingt jours avec quinze dollars en poche. Lorsqu'il revient d'une de ces expéditions ou d'un voyage en voilier le long de la côte espagnole, il s'enferme chez lui pour écrire, entouré de ses trois mille livres, de sa fantaisie, de ses deux enfants et de sa femme. Car c'est à ce moment-là que la veine sédentaire catalane de sa mère se manifeste. »

— Gómez Tello
En tant que scénariste, il écrit généralement en partenariat avec Manuel Tamayo — El arco de Cuchilleros, qui ne sera pas achevé, reçoit un prix du Sindicato Nacional del Espectáculo (es) en 1953 — mais le film qui lui apporte un succès sans précédent est Apartado de correos 1001 (es) (Julio Salvador (es), 1950), écrit conjointement avec le rédacteur en chef de la maison Iquino de l'époque, Antonio Isasi-Isasmendi. Le Círculo de Escritores Cinematográficos lui décerne son prix en 1958 et 1962. Très porté sur le drame psychologique, il a contribué à renouveler le cinéma policier espagnol. Certains de ses films ont été qualifié de films noir tels que le claustrophobe Distrito Quinto (es) (1957), centré sur les relations entre les cinq auteurs d'un braquage, avec une musique de Xavier Montsalvatge ; il a réussi à contourner la censure dans une mesure véritablement inédite à l'époque. D'autres de ses œuvres les plus connues sont Un verre de whisky (es), Jandro (es) et La araucana.
En 1972, il a été membre du jury de la 22e Berlinale.

## Filmographie

### Réalisateur et scénariste
- 1956 : Nunca es demasiado tarde
- 1957 : La cárcel de cristal
- 1958 : Distrito Quinto (es)
- 1959 : Un verre de whisky (es) (Un vaso de whisky)
- 1960 : El traje de oro
- 1961 : Los cuervos (es)
- 1963 : La cuarta ventana
- 1963 : Meurtre à l'essai (es) (Ensayo general para la muerte)
- 1963 : Les Morts ne pardonnent pas (Los muertos no perdonan)
- 1963 : Fuego
- 1965 : Jandro (es)
- 1966 : Commando d'assassins (es) (Sechs Pistolen jagen Professor Z)
- 1967 : La familia Colón - serie télé
- 1968 : Persecución hasta Valencia (it)
- 1971 : La araucana

### Réalisateur
- 1966 : Las viudas - film collectif coréalisé avec Pedro Lazaga et José María Forqué
- 1971-1972 : Crónicas de un pueblo - série télé

### Scénariste
- 1947 : Noche sin cielo d'Ignacio F. Iquino
- 1947 : El ángel gris d'Ignacio F. Iquino
- 1949 : Despertó su corazón de Jerónimo Mihura
- 1952 : Mercado prohibido de Javier Setó
- 1956 : Après-midi de taureaux (Tarde de toros) de Ladislas Vajda